# Kazimierz Bzowski
Kazimierz Bzowski, znany również jako Kazimierz Janota-Bzowski h. Ostoja (ur. 1861 w Pieniążkowicach, zm. 1945 w Krakowie) – ziemianin, poseł na Sejm Krajowy Galicji X kadencji.

## Życiorys
Był synem Stefana Bogusława Bzowskiego (zm. 1911) i Leonii Stadnickiej, wnukiem Kazimierza i szwagrem generała Feliksa Cyrus-Sobolewskiego. W 1896 ożenił się z Wandą Romer, córką Gustawa Romera. Właściciel Droginii, Zasani i Lipnika. Przez 17 lat był Marszałkiem Rady Powiatowej w Myślenicach. Założyciel i prezes Towarzystwa Rolniczego w Myślenicach. W wyborach w czerwcu 1913 został posłem do Sejmu Krajowego Galicji X kadencji reprezentując IV kurię Okręg Myślenice. Odznaczony Złotym Krzyżem Zasługi. Pochowany na cmentarzu Rakowickim.